# Vidöstern
Vidöstern ist ein südschwedischer See auf dem Gebiet der Gemeinde Värnamo, in der historischen Provinz Småland, mit einer Fläche von 42,61 km². Er wird vom Fluss Lagan gespeist.
Am Westufer des Sees in Åminne liegt die heute als Museum betriebene Hütte Åminne. Über lange Zeit wurde vom Boden des Sees Eisenerz gefördert. Nachdem dies zunächst manuell von der im Winter geschlossenen Eisdecke erfolgt war, wurden ab 1909 Bagger eingesetzt. 1922 sank einer der Bagger, konnte jedoch geborgen werden. 1932 sank während eines Sturms ein weiterer Bagger, der jedoch nicht geborgen wurde. 1942 wurde die Erzgewinnung beendet.
In den Sommermonaten ist auf dem See regelmäßig die Vidfamne, der Nachbau eines Schiffes aus der Wikingerzeit, unterwegs. 
Im Oktober 2018 wurde von einem achtjährigen Mädchen beim Tauchen ein etwa 1500 Jahre altes, eisenzeitliches Schwert gefunden.